# USS President (1800)
La USS President è stata una fregata pesante in legno a tre alberi, in servizio con la U.S. Navy, registrata come da 44 cannoni. George Washington la chiamò così per riflettere uno dei principii della costituzione degli Stati Uniti. Fu varata nell'aprile 1800 in un cantiere di New York. La President fu una delle originali sei fregate costruite con l'autorizzazione del Naval Act del 1794 e fu l'ultima ad essere completata. Joshua Humphreys disegnò queste fregate per essere le navi di prima linea per la giovane marina statunitense e quindi la President e le sue gemelle furono più grandi e più armate delle fregate standard del periodo. Forman Cheeseman e in seguito Christian Bergh furono incaricati della costruzione. I suoi primi ordini furono di proteggere il naviglio mercantile americano durante la quasi-guerra con la Francia e di partecipare ad una spedizione punitiva contro i corsari barbareschi, durante la prima guerra barbaresca.
Il 16 maggio 1811 la President si trovò al centro dell'incidente della Little Belt; l'equipaggio identificò in maniera errata la HMS Little Belt come la HMS Guerriere, che aveva arruolato forzatamente un marinaio statunitense. Le navi si scambiarono colpi di cannone per alcuni minuti. Le seguenti indagini della U.S. Navy e della Royal Navy diedero risultati contrapposti, senza possibilità di conciliazione. L'incidente contribuì ad aumentare la tensione tra gli Stati Uniti e la Gran Bretagna, che portò poi alla guerra del 1812.
Durante la guerra la President fece molte crociere lunghe, pattugliando fino alla Manica e alla Norvegia. Catturò la goletta armata HMS Highflyer e numerose navi mercantili. Nel gennaio 1815, dopo essere stata bloccata a New York per un anno dalla Royal Navy, la President cercò di forzare il blocco e fu rincorsa dalla squadra britannica. Durante la caccia fu raggiunta e rallentata dalla fregata HMS Endymion davanti alla città. La squadra britannica catturò la President e la nave servì nei ranghi della Royal Navy col nome di HMS President, fino a quando non fu demolita nel 1818. Il progetto della President fu copiato e riutilizzato per costruire la nuova HMS President nel 1829.

## Progetto e costruzione
Articolo principale: Sei fregate originali della US Navy
Durante gli anni '90 del 1700 le navi statunitensi iniziarono a cadere preda dei corsari barbareschi del Mediterraneo, principalmente di Algeri. La risposta del congresso fu il Naval Act del 1794. L'atto prevedeva la costruzione di sei fregate; includeva però la clausola che se gli Stati Uniti avessero negoziato la pace con Algeri la costruzione delle navi sarebbe stata bloccata.
Il progetto di Joshua Humphreys era lungo di chiglia e stretto di baglio per permettere il trasporto di cannoni molto pesanti. Il progetto utilizzava costole diagonali per diminuire la distrorsione della carena. La nave ebbe uno scafo con fasciame estremamente spesso, che le conferì una maggiore resistenza rispetto a fregate costruite con meno legno. Humphreys sviluppò il suo progetto dopo aver realizzato che la marina statunitense non poteva competere in taglia con le marine europee. Progettò quindi le sue fregate perché potessero sopraffare le fregate nemiche, ma mantenendo una taglia tale da garantire abbastanza velocità da poter sfuggire ai vascelli di linea.
George Washington chiamò la nave President in modo da riflettere uno dei principii base della costituzione. Nel marzo 1796, prima che la chiglia fosse posata, fu annunciato un accordo di pace tra gli Stati Uniti e Algeri. La costruzione fu sospesa secondo il Naval Act del 1794. Allo scoppio della quasi-guerra con la Francia, nel 1798, furono approvati i fondi per terminare la costruzione e la nave fu impostata in un cantiere di New York. Il primo costruttore fu Forman Cheeseman e il sovrintendente fu il capitano Silas Talbot.
Sulla base dell'esperienza con la Constitution e la United States, Humphreys istruì Cheeseman per fare alcune modifiche al progetto di base della fregata. Il ponte di batteria fu soprelevato di 2 pollici e l'albero di maestra fu mosso 2 piedi più a poppa.
La costruzione della fregata fu bloccata nel 1796 e riprese solo nel 1798, sotto il controllo di Christian Bergh e del costruttore William Doughty.

### Armamento
La President era nominalmente definita da 44 cannoni. Portava però solitamente più di 50 cannoni. Durante il servizio nella guerra del 1812 la President fu armata con una batteria di 55 cannoni: 32 cannoni da 24 libbre (10.9 kg), 22 carronate da 42 libbre (19 kg) e un cannone lungo da 18 libbre.
Durante il servizio nella Royal Navy come HMS President fu inizialmente considerata da 50 cannoni, anche se a questo punto era armata con 60 cannoni: 30 cannoni da 24 libbre sul ponte di batteria, 28 carronate da 42 libbre sul mezzo ponte e due cannoni da 24 libbre sul castello di prua. Dal febbraio 1817 fu considerata da 60 cannoni.
A differenza delle moderne unità della marina, le navi di quest'epoca non avevano una batteria permanente di cannoni. Questi era amovibili e spesso spostati da nave a nave a seconda delle situazioni. Ogni comandante poteva modificare l'armamento della nave, considerando fattori come il carico trasportato, il personale a bordo e la rotta pianificata. L'armamento della nave cambiò quindi spesso durante la sua vita e non fu preso di solito nota dei cambi apportati.

## Servizio

### Quasi-guerra e prima guerra barbaresca
La President fu varata il 10 Aprile 1800, ultima fra le sei fregate originali. Il 5 agosto partì per Guadalupa al comando del capitano Thomas Truxtun. Svolse pattugliamenti di routine durante l'ultima parte della quasi-guerra e ricatturò parecchie navi mercantili statunitensi. Questo periodo di servizio fu però povero di eventi. Ritorno negli Stati Uniti nel marzo 1801, dopo che il 3 febbraio era stato ratificato un trattato di pace con la Francia. Durante la quasi-guerra gli Stati Uniti pagarono un tributo agli stati barbareschi per assicurarsi che non attaccassero navi mercantili americane. Nel 1801 Yusuf Karamanli di Tripoli, non più soddisfatto dal tributo versato a lui rispetto a quello di Algeri, domandò un immediato pagamento di 250 000 $. Thomas Jefferson rispose mandando una squadra di fregate per proteggere il naviglio mercantile americano nel Mediterraneo e per cercare la pace con gli stati barbareschi.
Nel maggio 1801 il commodoro Richard Dale scelse la President come sua ammiraglia per la missione nel Mediterraneo. Gli ordini di Dale erano di mostrare le proprie forze davanti ad Algeri, Tripoli e Tunisi e di mantenere la pace con la promessa di un tributo. Dale fu autorizzato ad iniziare le ostilità a sua discrezione se qualcuno degli stati barbareschi avesse dichiarato guerra. La squadra di Dale consisteva nelle fregate President, Philadelphia, Essex e della goletta armata Enterprise. La squadra arrivò a Gibilterra il 1 luglio. La President e l'Enterprise continuarono verso Algeri, dove la loro presenza convinse il reggente a ritirare le minacce che aveva fatto contro il naviglio mercantile statunitense. La President e l'Enterprise si spostarono poi a Tunisi e a Tripoli prima che la President arrivasse a Malta il 16 agosto per rifornirsi di acqua potabile.
Il 24 agosto, mentre bloccava il porto di Tripoli, la President catturò una nave greca con soldati tripolitani a bordo. Dale negoziò uno scambio di prigionieri che risultò nel rilascio di molti americani tenuti prigionieri a Tripoli. La President arrivò a Gibilterra il 3 settembre. Vicino a Mahón, agli inizi di dicembre, la President colpì un grosso scoglio mentre navigava a 6 nodi. L'impatto svegliò Dale, che portò con successo la nave in acque sicure. Un'ispezione rivelò che l'impatto aveva piegato una piccola sezione della chiglia. La President rimase nel Mediterraneo fino al marzo 1802, quando partì per arrivare in America il 14 aprile.
Anche se la President rimase negli Stati Uniti, le operazioni contro gli stati barbareschi continuarono. Una seconda squadra fu assemblata al comando di Richard Valentine Morris, a bordo della Chesapeake. Le gesta poco brillanti di Morris gli costarono un richiamo e una radiazione dalla US Navy nel 1803. Una terza squadra fu formata al comando di Edward Preble, a bordo della Constitution, che nel luglio 1804 combatté nella battaglia del porto di Tripoli.

#### Seconda missione nel Mediterraneo
Nell'aprile 1804 il presidente Jefferson decise di rinforzare la squadra di Preble. Le fregate President, Congress, Constellation ed Essex si prepararono a salpare il prima possibile, al comando del commodoro Samuel Barron. Barron scelse la President come ammiraglia, ma richiese un nuovo bompresso e riparazioni agli alberi e all'attrezzatura velica. Passarono così due mesi prima che la squadra potesse salpare. Partirono alla fine di giugno ed arrivarono a Gibilterra il 12 agosto.

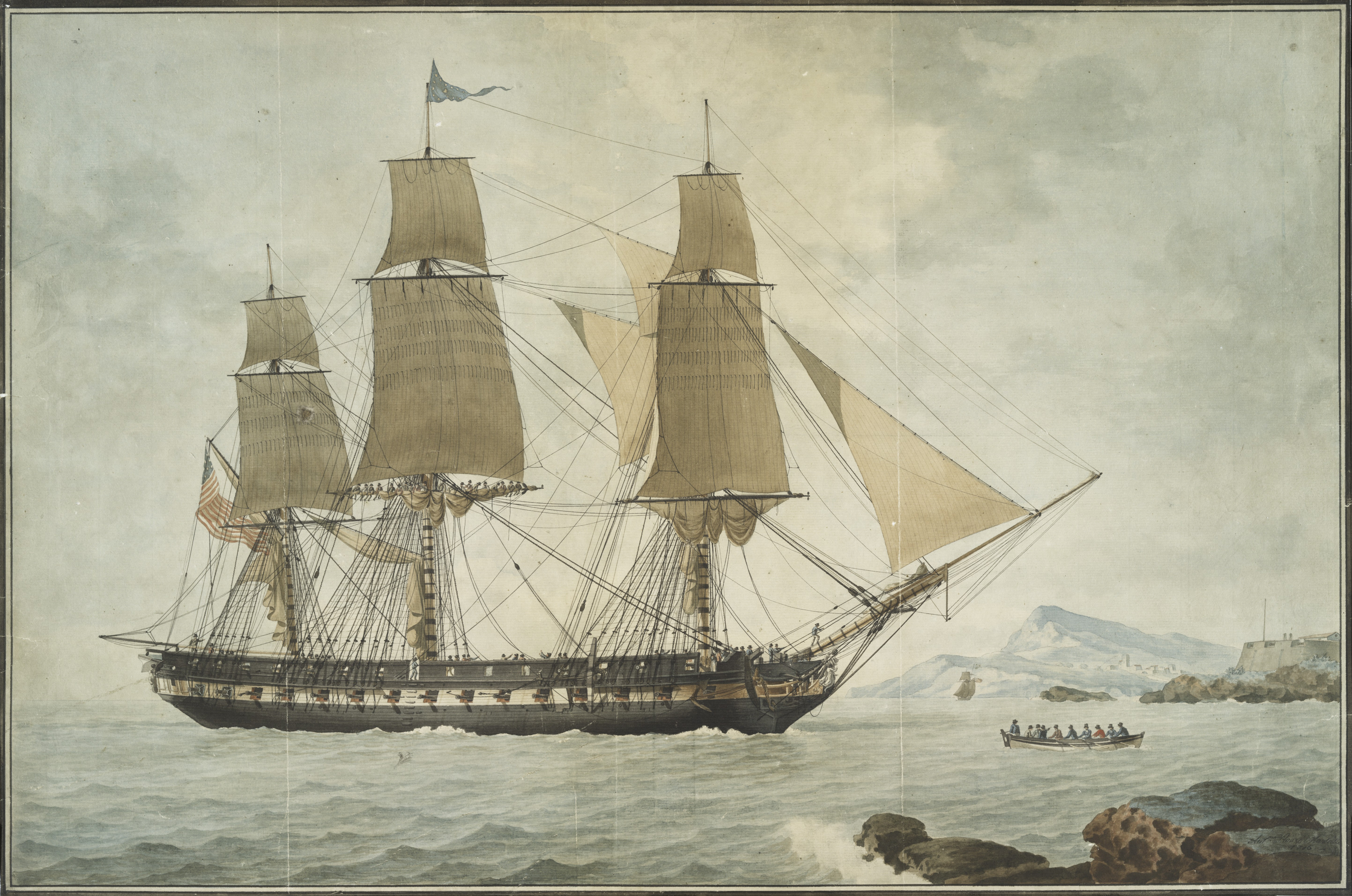
La USS President entra nel porto di Marsiglia. 1805.

La President lasciò Gibilterra il 16 agosto, insieme alla Constellation. Le fregate si fermarono a Malta prima di arrivare a Tripoli il 10 settembre, unendosi alla fregata Constitution, al brigantino Argus e alla goletta armata Vixen. Vedendo le tre navi che stavano forzando il blocco del porto di Tripoli, la squadra si mosse per catturarle. Durante la caccia un improvviso cambio di vento portò la President a collidere con la Constitution. La collisone causò seri danni alla poppa, prora e polena della Constitution. Due delle navi catturate furono mandate a Malta, insieme alla Constitution. La President fece rotta per Siracusa, dove arrivò il 27 agosto.
Quando Barron arrivò nel Mediterraneo la sua anzianità su Preble gli consentì di assumere il comando, come commodoro. Poco dopo aver sostituito Preble, Barron però fu sbarcato a Siracusa per motivi di salute e costretto a letto. Al comando del capitano George Cox, nei mesi invernali tra il 1804 e il 1805 la President iniziò i turni per il blocco del porto di Tripoli. Verso la fine dell'aprile 1805 la Constitution catturò tre navi nell'area. La President le scortò in porto a Malta prima di ricongiungersi alla Constitution.
La fragile salute di Barron lo obbligò a lasciare il suo comando, che lasciò a John Rodgers verso la fine del maggio 1805. Barron nominò Cox comandante della Essex e il 29 maggio passò il comando della President al fratello, James Barron. Il 3 giugno, dopo la battaglia di Derna, gli Stati Uniti firmarono un trattato di pace con Tripoli. La President salpò per l'america il 13 luglio, trasportando l'ancora convalescente Barron e molti marinai che erano stati prigionieri a Tripoli.

### Incidente dellaLittle Belt
Nel 1807 l'incidente Chesapeake-Leopard alzò la tensione tra gli Stati Uniti e il Regno Unito. In preparazione alle ostilità, il congresso iniziò ad autorizzare appropriazioni di navi da parte della marina e la President rientrò in servizio nel 1809 sotto il comando del commodoro John Rodgers. Fece pattugliamenti e sortite infruttuose lungo la costa est, fino al 1 maggio 1811, quando la fregata britannica HMS Guerriere bloccò il brigantino americano Spitfire a 18 miglia da New York e arruolò forzatamente un marinaio.
Rodgers ricevette ordini di inseguire la Guerriere, così la President  il 10 maggio salpò immediatamente da Fort Severn. Il 16 maggio, circa 40 miglia a nordest di Cape Henry, una vedetta avvistò una vela all'orizzonte. Avvicinandosi per investigare, Rodgers determinò che la vela apparteneva ad una nave da guerra e alzò segnali per chiedere l'identificazione. La nave non identificata, che in seguito si scopri essere la HMS Little Belt, una nave di sesta classe da 20 cannoni, issò alcune bandiere in risposta, ma queste non furono intese dall'equipaggio della President. La Little Belt fece rotta verso sud e Rodgers, pensando si trattasse della Guerriere, la inseguì.

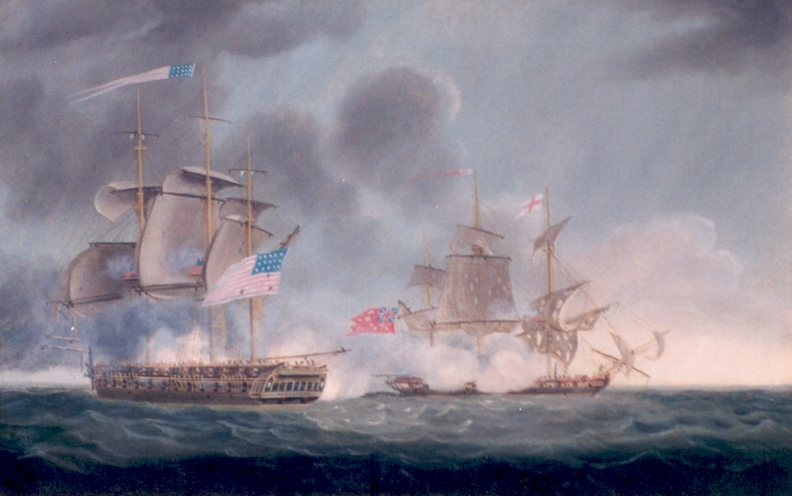
La USS President colpisce e danneggia il brigantino britannico HMS Little Belt il 16 maggio, 1811.

L'oscurità scese prima che le due navi fossero a distanza per potersi scambiare messaggi e Rodgers segnalò due volte senza alcuna risposta. Rodgers riferì che, subito dopo lo scambio di segnali, la Little Belt sparò un colpo che passò attraverso le vele della President. Rodgers rispose quindi al fuoco. La Little Belt rispose rapidamente con tre cannoni e poi con l'intera bordata. Rodgers ordinò ai cannoni di fare fuoco a volontà. Alcune bordate precise danneggiarono pesantemente la Little Belt. Dopo cinque minuti di fuoco l'equipaggio della President capì che l'avversario era molto più piccolo di una fregata e Rodgers ordinò di cessare il fuoco. La Little Belt però fece di nuovo fuoco e la President rispose con altre bordate. Dopo che la Little Belt divenne silenziosa,  la President aspettò il passare della notte. Al mattino fu ovvio che la Little Belt era stata gravemente danneggiata. Rodgers mandò una barca dalla President per aiutarla nelle riparazioni. Il capitano della nave britannica, Arthur Bingham, si rese conto del danno, rifiutò qualsiasi aiuto e salpò alla volta di Halifax, in Nuova Scozia. La President ebbe un ferito nel combattimento, mentre la Little Belt ebbe 31 tra morti e feriti.
Al ritorno in porto della President la U.S. Navy iniziò un'investigazione sull'incidente. Furono raccolte testimonianze degli ufficiali e dei marinai della President che determinarono che fu la Little Belt a sparare il primo colpo. Nelle investigazioni della Royal Navy, invece, il capitano Bingham insistette nel ripetere che la President sparò il primo colpo e continuò a sparare per circa 45 minuti, invece dei 5 minuti riferiti da Rodgers. In tutte le seguenti investigazioni entrambi i capitani continuarono ad insistere che fosse stata l'altra nave ad aprire il fuoco. Raggiunto così lo stallo, i due governi abbandonarono cautamente l'accaduto.

### Guerra anglo-americana

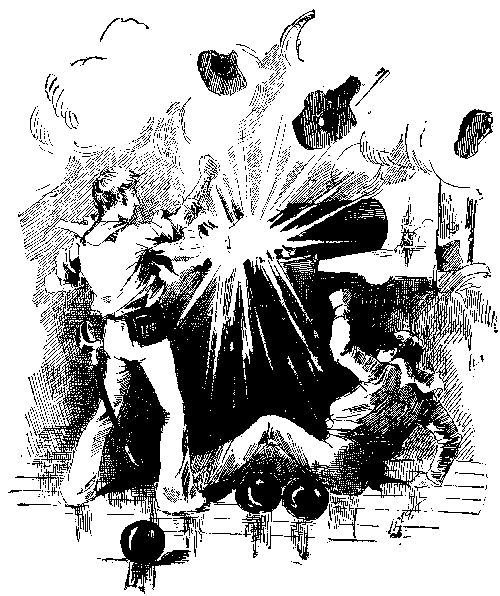
Esplosione di un cannone a bordo della USS President durante la caccia della HMS Belvidera

Gli Stati Uniti dichiararono guerra al Regno Unito il 18 giugno 1812. Tre giorni dopo, entro un'ora da quando fu ricevuta la notizia ufficiale della dichiarazione, il commodoro Rodgers salpò da New York. Il commodoro era a bordo della President, al comando di una squadra comprendente le fregate United States e Congress e i brigantini armati Hornet e Argus, che incrociò nell'Atlantico del nord per 70 giorni. Una nave mercantile statunitense di passaggio avvisò Rodgers di una flotta di mercanti che si stava muovendo dalla Giamaica all'Inghilterra. Rodgers e la sua squadra iniziarono l'inseguimento e il 23 giugno incontrarono la nave che scoprirono poi essere la HMS Belvidera. La President inseguì la nave e, con quello che è ricordato come il primo colpo della guerra del 1812, Rodgers stesso puntò e sparò con il cannone di caccia di prua alla Belvidera, colpendole il timone e penetrando il quadrato ufficiali. Al quarto colpo della President un cannone del ponte di batteria esplose, uccidendo o ferendo 16 marinai e buttando Rodgers sul ponte con tale forza da spezzargli una gamba.

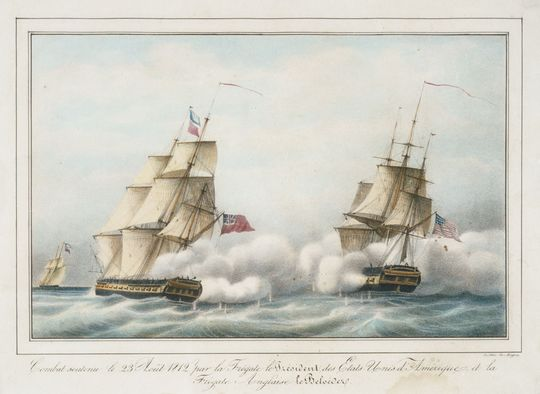
“Battaglia del 23 agosto 1812 fra la fregata statunitense President ela fregata britannica HMS Belvidera”

La confusione che seguì permise alla Belvidera di fare fuoco con i suoi cannoni in ritirata a poppa, uccidendo altre sei persone a bordo della President. Rodgers continuò l'inseguimento, usando i cannoni di caccia per danneggiare gravemente l'armamento velico della Belvidera,ma le bordate erano invece poco efficaci. L'equipaggio della Belvidera riparò rapidamente i danni subiti. Sganciarono le ancore e pomparono fuori l'acqua potabile per alleggerire la nave e aumentare la velocità. La Belvidera guadagnò infatti abbastanza velocità per distanziarsi dalla President e Rodgers abbandonò l'inseguimento. La nave britannica fece rotta verso Halifax per portare la notizia che la guerra era stata dichiarata.
La President e la sua squadra ritornarono ad inseguire la flotta giamaicana e il 1º luglio iniziarono a seguire la scia di noci di cocco e bucce d'arancia che le navi avversarie si erano lasciate dietro. La President navigò fino ad arrivare ad un solo giorno di navigazione dalla Manica, ma non avvistò mai il convoglio. Rodgers fece terminare l'inseguimento il 13 luglio. Durante il viaggio di ritorno verso Boston, la squadra di Rodgers catturò sette navi mercantili e ricatturò una nave da carico statunitense.
Dopo alcune riparazioni, la President, ancora al comando di Rodgers, salpò l'8 ottobre con le fregate Congress e United States e il brigantino Argus. Il 12 ottobre la United States e la Argus si separarono per pattugliare le aree loro assegnate. Il 10 ottobre la President inseguì la HMS Nymphe, ma fallì nel catturarla. Il 17 ottobre la President catturò il postale britannico Swallow, che trasportava un grosso quantitativo di denaro. Il 31 ottobre la President e la Congress iniziarono l'inseguimento della HMS Galatea, che stava scortando due navi mercantili. La caccia durò circa tre ore e nel mentre la Congress catturò la nave da carico Argo. Nello stesso momento la President continuò a rincorrere la Galatea e si avvicinò molto, ma perse la nave nella notte. La Congress e la President rimasero insieme ma non trovarono più navi da catturare fino a novembre. Ritornando negli Stati Uniti passarono a nord delle Bermuda e continuarono verso i capi della Virginia. Arrivarono a Boston il 31 dicembre con nove prede. La President e la Congress rimasero bloccate nel porto dalla Royal Navy fino all'aprile 1813.
Il 30 aprile la President e la Congress forzarono il blocco per iniziare la terza crociera della guerra. Il 2 maggio inseguirono la HMS Curlew, ma questa se le lasciò dietro scappando. L'8 maggio la President si divise dalla Congress e Rodgers prese una rotta lungo la Corrente del Golfo per cercare navi mercantili da catturare. All'arrivo di giugno, non avendo incontrato alcuna nave, la President navigò verso nord. Il 27 giugno la nave arrivò a Bergen, in Norvegia, per rifornirsi d'acqua potabile. Salpando poco dopo la President catturò due navi mercantili britanniche, che contribuirono a rifornirla. Il 10 giugno la President catturò il postale Duke of Montrose, che aveva da poco lasciato Falmouth. Il capitano Aaron Groub Blewett riuscì a buttare la posta fuoribordo prima che la President mandasse un equipaggio di preda a bordo. La President imbarcò sulla Duke of Montrose, trasformata in nave neutrale accordandosi col capitano inglese, tutti i prigionieri che aveva a bordo e la rispedì a Falmouth al comando di un ufficiale americano. Quando la nave arrivò a Falmouth il governo britannico non riconobbe la neutralità della nave siccome fu riportato che il governo americano fosse stato avvertito del fatto che quello britannico non avrebbe riconosciuto alcun accordo stipulato in mare aperto.
Nello stesso tempo due navi della Royal Navy si presentarono alla vista. La President spiegò le vele per scappare e le distaccò dopo una caccia durata 80 ore. Rodgers riportò che la decisione di scappare era stata basata sul fatto che le due navi erano state identificate come un vascello ed una fregata. I registri della Royal Navy rivelarono che si trattava invece della fregata da 32 cannoni Alexandria e del brulotto da 16 cannoni Spitfire.
La nave passò alcuni giorni nelle vicinanze del canale del Nord, dove catturò varie altre navi mercantili. Si mise poi in rotta per gli Stati Uniti. Verso la fine di settembre incontrò la goletta HMS Highflyer lungo la costa est degli Stati Uniti. Rodgers usò le bandiere di segnalazione per far credere al nemico che la President fosse la HMS Tenedos. Il tenente di vascello George Hutchinson, il capitano della Highflyer, salì a bordo della President per scoprire di essere stato appena preso in trappola. La President catturò l'Highflyer senza che si sparasse neanche un colpo. La lunga crociera della President le era valsa 11 navi mercantili e l'Highflyer.
Il 4 dicembre la President salpò da Providence. Il 25 incontrò due fregate nell'oscurità, una delle quali le sparò. Rodgers credeva che le navi fossero britanniche, ma erano in realtà due fregate francesi, la Méduse e la Nymphe. In seguito Rodgers fece rotta verso le Barbados per una crociera da 8 settimane nelle Indie occidentali, facendo tre piccole catture. Ritornando a New York il 18 febbraio 1814, la President incontrò la HMS Loire, che virò per scappare appena si accorse che la nave era una fregata da 44 cannoni. La President rimase a New York fino alla fine del 1814 a causa del blocco navale della squadra britannica composta dalle fregate HMS Endymion, Pomone, Tenedos e dal vascello Majestic.

#### Cattura
Il trattato di Gand, che cessava le ostilità tra gli Stati Uniti e il Regno Unito, fu firmato il 24 dicembre 1814. Gli Stati Uniti però non lo ratificarono fino al 18 febbraio 1815 e nel mentre la guerra continuò.
Stephen Decatur prese il comando della President nel dicembre 1814, pianificando una crociera nelle Indie occidentali per depredare il naviglio britannico. Nella metà del gennaio 1815 una tempesta di neve con venti forti forzò la squadra britannica ad abbandonare il blocco del porto di New York, dando a Decatur l'opportunità di prendere il mare. La sera del 14 gennaio la President uscì dal porto ma s'incagliò a causa dei piloti del porto che non avevano trovato il canale d'entrata. Bloccata su di una lingua di sabbia, la President si alzò e si liberò col montare della marea. In solo due ore lo scafo si era danneggiato, i legni si erano deformati e gli alberi spezzati. Il danno alla chiglia portava la nave ad inarcarsi ed insellarsi. Decatur, controllato il danno, decise di ritornare in porto per le riparazioni. Il vento però non era favorevole e la nave fu obbligata a uscire in mare aperto.

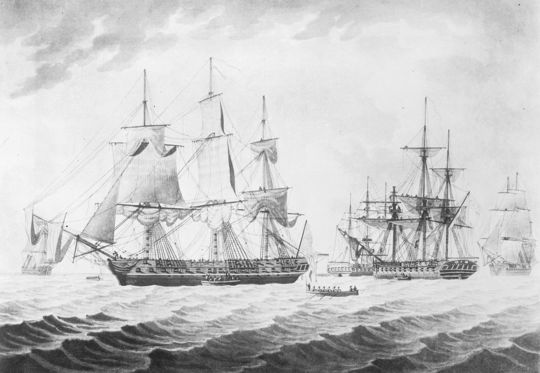
To Captain H Hope... of His Majesty's Frigate Endymion... the Morning after the Action with the American United States Frigate President, Jany 16th 1815..., Thomas Buttersworth, acquaforte

Non conoscendo l'esatta posizione della squadra del blocco, Decatur pianificò una rotta per evitarli e trovare un porto sicuro, ma circa due ore dopo le vele della squadra furono avvistate sull'orizzonte. La President cambiò rotta per scappare, ma il danno che aveva sofferto ridusse significativamente la sua velocità. Nel tentativo di aumentare la velocità, Decatur ordinò di gettare fuoribordo tutti i carichi sacrificabili. A mezzogiorno la HMS Endymion, comandata dal capitano Henry Hope, essendo la barca veloce della squadra, risalì il vento, distaccando la sua squadra. Alle due raggiunse la President e si posizionò al giardinetto della nave nemica, sparandole quando cercava di allontanarsi. La Endymion riuscì a spazzare i ponti della President tre volte, facendo danni considerevoli. la President invece direzionò il fuoco principalmente verso l'alberatura della Endymion per rallentarla.
Decatur aveva pianificato di avvicinare la President alla Endymion, cosicché l'equipaggio potesse poi abbordare la nave nemica, catturarla e riportarla a New York, mentre la President sarebbe stata fatta affondare per prevenirne la cattura. Cercando più volte di avvicinarsi alla Endymion, Decatur scoprì che il danno alla sua nave ne limitava la manovrabilità, consentendo alla Endymion di anticiparla, spostandosi ogni volta. Decatur ordinò di sparare proiettili a catena per cercare di distruggere l'armo velico dell'avversaria, con l'idea di immobilizzare l'altra nave e permettere alla President di muoversi verso un porto sicuro.
Alle 19:58 la President cessò il fuoco e issò una luce in testa d'albero, indicando così la resa. La Endymion cessò di sparare ma non l'abbordò per prenderne possesso, dato che non c'erano lance rimaste integre. Le vele di prua della Endymion erano state danneggiate e mentre i britannici si occupavano di aggiustarle, Decatur sfruttò la situazione per scappare alle 20:30. La Endymion, completando rapidamente le riparazioni, riprese la caccia alle 20:52.
La President si allontanò mentre l'equipaggio si occupava delle riparazioni. Nel giro di due ore, una delle vedette vide il resto della squadra nemica. La nave continuò a cercare di scappare, ma al calare della notte la HMS Pomone e la HMS Tenedos l'avevano raggiunta e iniziarono a fare fuoco. Realizzando la situazione, Decatur si arrese di nuovo, poco prima di mezzanotte.

## HMSPresident
Ora in possesso della Royal Navy, la President e il suo equipaggio furono mandati alle Bermuda con la Endymion. Durante il viaggio incontrarono una pericolosa tempesta che distrusse gli alberi della President e rovinò così tanto il fasciame della Endymion che i cannoni sul ponte di coperta dovettero essere gettati in mare per evitare l'affondamento. Decatur e il suo equipaggio furono per poco prigionieri alle Bermuda. Al ritorno dei prigionieri in patria la corte marziale scagionò Decatur, i suoi ufficiali e tutti gli uomini da qualsiasi accusa per la resa della President.
La President e la Endymion continuarono verso l'Inghilterra, arrivando a Spithead il 28 marzo e la nave statunitense iniziò il servizio nella Royal Navy col nome HMS President. La nave fu registrata come da 50 cannoni, anche se in realtà era armata con 30 cannoni da 24 libbre sul ponte di batteria, 28 carronate da 42 libbre sul ponte di coperta e due cannoni da 24 libbre sul castello di prora. Nel febbraio 1817 fu nuovamente registrata, questa volta come una nave da 60 cannoni.
Nel marzo 1818 fu considerato un ammodernamento. Un'ispezione in bacino rivelò che la maggior parte del fasciame era difettosa o marcia e fu quindi demolita a Portsmouth nel giugno dello stesso anno. Il progetto della President fu copiato per costruire la nuova HMS President nel 1829, anche se questa era più una manovra politica che un'attestazione della bontà del progetto. La Royal Navy voleva mantenere il nome e la somiglianza alla nave originale sul proprio ruolo navale per ricordare agli Stati Uniti e alle altre nazioni della cattura, pratica spesso utilizzata anche da altre nazioni fino ailla fine dell'ottocento.